# Ïu Net Puig
Ïu Net Puig (Barcelona, 9 de maig de 2004) és un atleta català especialitzat en curses de muntanya.
Després d'aficionar-se ja de petit amb el Trial de bici i el futbol, acabà dedicsant-se a les curses per muntanya. Amb només tretze anys entra a formar part de l'equip de trail 'AE Trail Xics Montseny', i el desembre de 2019 s’incorpora al Centre de Tecnificació de Curses per Muntanya de la Federació d'Entitats Excursionistes de Catalunya (CTCMC). El 18 d’abril de 2021 debuta amb la Selecció Catalana de Curses de Muntanya a nivell estatal, en la primera prova de la Copa de España celebrada a Peñón Xtreme, on obté un segon lloc en categoria juvenil. I ben aviat es converteix en un campió juvenil de curses de muntanyes. Després de quedar segon en la 'Kilómetro vertical de la Zegama-Aizkorri 2022' el maig del 2022, el juny d'aquest mateix any guanya la tradicional cursa de muntanya 'Olla de Núria', en la categoria Junior.